# Essendon Football Club
O Essendon Football Club, conhecido como "The Bombers", é um clube profissional de futebol australiano que compete na Australian Football League (AFL). O clube é sediado em Essendon, noroeste de Melbourne, Austrália, e joga suas partidas no Melbourne Cricket Ground ou no Docklands Stadium. O clube tem sede de treinamento e administração no True Value Solar Centre, Aeroporto de Melbourne. Essendon ao lado do Carlton, são os clubes mais vitoriosos da AFL. 